# Коробочкин, Иосиф Юльевич
Иосиф Юльевич Коробочкин (16 марта 1923, Екатеринослав — 10 ноября 2016, Рамат-Ган) — советский металлург, лауреат Государственной премии СССР.

## Биография
Родился 16 марта 1923 года в городе Екатеринославе. В 1941 году с отличием окончил 3-ю Днепропетровскую среднюю школу. С самого раннего детства имел очень плохое зрение.
В августе 1941 года эвакуировался в город Златоуст, где работал на заводе. В 1943 году был направлен на учёбу в МИСиС. Во время учёбы был бессменным председателем ревизионной комиссии профкома. В 1948 году с отличием окончил Московский институт стали и сплавов (выпуск инженеров-прокатчиков) и получил направление на Никопольский Южнотрубный металлургический завод (город Никополь). Начинал помощником мастера в трубоволочильном цехе, работал диспетчером, начальником смены, старшим инженером техотдела, руководителем группы горячей деформации, начальником прокатной лаборатории, заместителем начальника ЦЗЛ, с 1965 года начальником ЦЗЛ (Центральная заводская лаборатория).
Кандидат технических наук (1968). Является автором 120 изобретений и более 170 печатных работ.
Кандидат в мастера спорта СССР по русским шашкам, автор стихов. В мае 2020 года издана книга стихотворений Иосифа Коробочкина «От души».
Умер 10 ноября 2016 года в Рамат-Гане. Похоронен на кладбище Яркон в Петах-Тикве.

## Признание
- Лауреат Государственной премии СССР (1979) — за «разработку, исследование и промышленное освоение новых материалов».
- Награждён орденом «Знак почёта», медалями, в том числе «За трудовую доблесть», почётными грамотами МЧМ СССР, МЧМ УССР.